# UPS-Porsche-Junior-Team

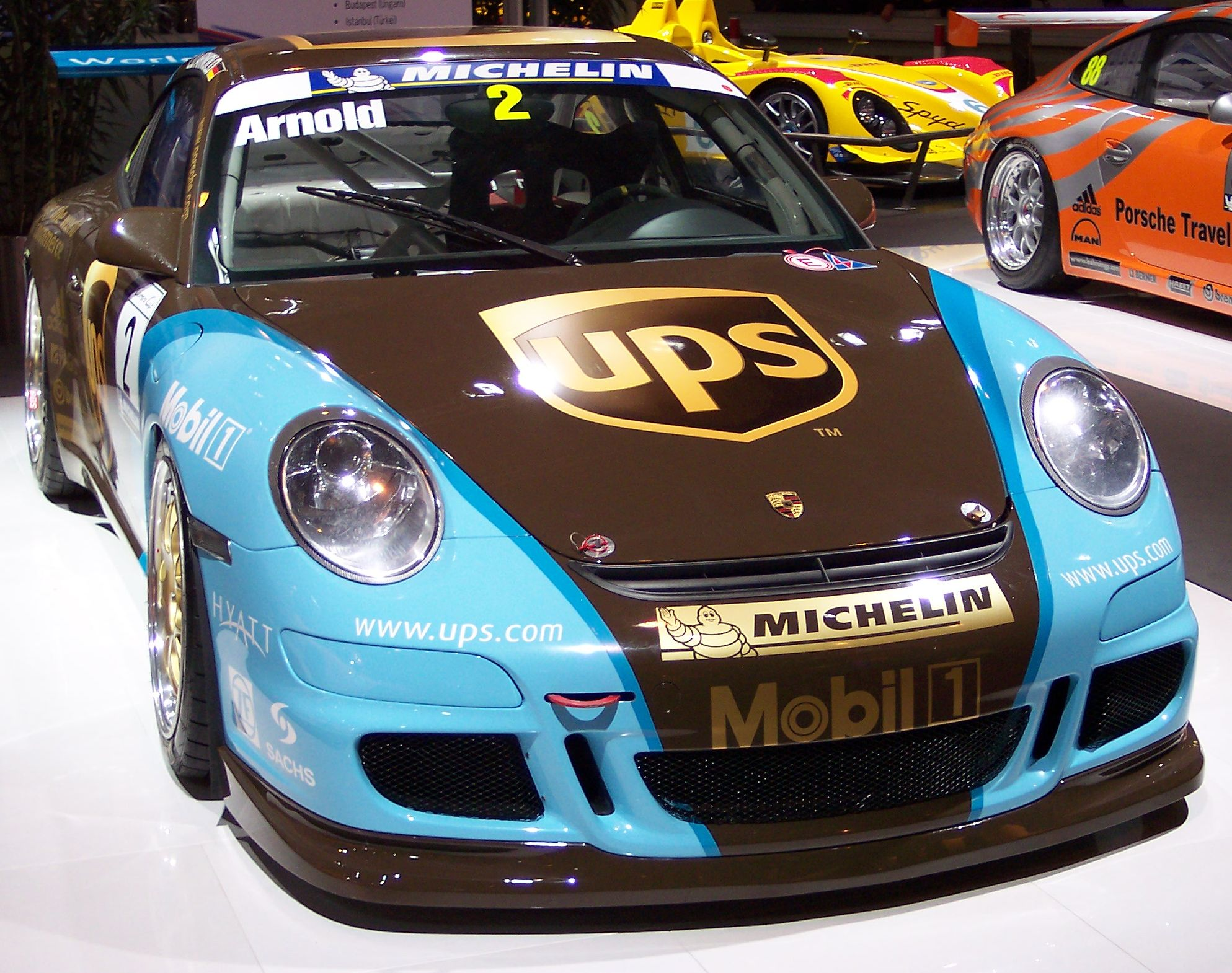
2006er Porsche 911 GT3 Cup des UPS-Porsche-Junior-Teams

Das UPS-Porsche-Junior-Team ist ein deutsches Automobilsportteam. Es wurde 1997 von Porsche und Hauptsponsor United Parcel Service zur Nachwuchsförderung gegründet. 2006 wurde das Team an Manthey Racing übergeben. Teamchef ist seitdem Olaf Manthey.

## Konzept
Das UPS-Porsche-Junior-Team nimmt die Rolle der Juniorenabteilung im Porsche-Werksteam ein und dient als Talentschmiede im Sportwagenbereich. Junge Talente im Automobilsport werden durch Zusammenarbeit mit erfahrenen Ingenieuren und enge Bindung an Porsche auf dem Beruf Profirennfahrer vorbereitet. Zum Ausbildungsprogramm zählen neben dem Fahrtraining auch Technikunterricht, Medientraining und sportmedizinische Betreuung. Die Lehrzeit beträgt maximal drei Jahre. Anschließend werden die Piloten üblicherweise Porsche-Werksfahrer.
Die Fahrer des Teams nehmen am Porsche Carrera Cup Deutschland teil und absolvieren außerdem einige Gaststarts im Porsche Supercup.

## Fahrer
Seit Bestehen des UPS-Porsche-Junior-Teams konnten seine Fahrer bereits fünf Mal die Fahrerwertung des Porsche Carrera Cups Deutschland für sich entscheiden.
| Jahr | Fahrer             | Platz |
| ---- | ------------------ | ----- |
| 1997 | Dirk Müller        | 5     |
| 1997 | Marc Basseng       | 10    |
| 1998 | Dirk Müller        | 1     |
| 1998 | Marc Basseng       | 3     |
| 1999 | Lucas Luhr         | 1     |
| 1999 | Timo Bernhard      | 12    |
| 2000 | Timo Bernhard      | 3     |
| 2000 | Marc Lieb          | 5     |
| 2001 | Timo Bernhard      | 1     |
| 2001 | Marc Lieb          | 7     |
| 2002 | Marc Lieb          | 1     |
| 2002 | Mike Rockenfeller  | 10    |
| 2003 | Mike Rockenfeller  | 2     |
| 2003 | Patrick Long       | 7     |
| 2004 | Mike Rockenfeller  | 1     |
| 2004 | Chris Mamerow      | 11    |
| 2005 | Lance David Arnold | 5     |
| 2005 | Jan Seyffarth      | 8     |
| 2006 | Lance David Arnold | 7     |
| 2006 | Jan Seyffarth      | 10    |
| 2007 | Lance David Arnold | 9     |
| 2007 | Martin Ragginger   | 13    |
| 2008 | Marco Holzer       | 5     |
| 2008 | Martin Ragginger   | 7     |